# Grytans skjutfält
Grytans skjutfält är ett militärt övnings- och skjutfält vid byn Grytan, 15 km söder om Östersund.

## Historik
Skjutfältet etablerades på statlig mark vid 1800-talets slut och utökades successivt i takt med att räckvidden för artilleri ökade. Från januari till oktober 1942 fungerade lägret som ett arbetskompani/interneringsläger under andra världskriget för kommunistiska agitatorer och besvärliga värnpliktiga.
Skjutfältet var huvudövnings- och skjutfält för Norrlands artilleriregemente (A 4) åren 1894–1997. Den 1 juli 1997 övertogs förvaltningen av Jämtlands fältjägarregemente (I 5). Efter att Jämtlands fältjägarregemente avvecklades övergick förvaltningen av skjutfältet till Norrbottens regemente (I 19). Genom att garnisonen avvecklades, påbörjades en process gällande avveckling av skjutfältet som pågick åren 2005–2012, då Länsstyrelsen i Jämtlands län den 13 januari 2012 beslutade om upphävande av tillstånd enligt miljöbalken för fältet.
År 2006 presenterades skjutfältsutredningens slutförslag, ledd av överstelöjtnant Lars Rune, där Grytans skjutfält var ett som föreslogs för avveckling. År 2011 upphörde Försvarsmaktens användning av området helt. År 2012 sålde Fortifikationsverket lägerområdet samt säkra skogsmarker, medan man valde att behålla skjutområdena på grund av riskerna med ej exploderad ammunition i markerna, det vill säga så kallad OXA (OeXploderad Ammunition). Dock så såldes 2013 tio fastigheter på totalt 360 hektar som fungerat säkerhetszoner omkring Grytans skjutfält.
Flera olika förslag fanns till vad man kunde göra med det gamla skjutfältet, bland annat ville ett energibolag anlägga en vindkraftspark, medan en annan intressent ville på prov plantera hybridasp och andra snabbväxande trädslag inom ett litet område, skog som skulle kunna användas för energiutvinning. Planerna på att använda fältet för vindkraftspark etc. är skrinlagda. Fältet fyller bäst sin funktion som skjutfält, då marken skjutits på under mer än 100 år och är för dyr att sanera så den blir säker för tredje part (vanliga befolkningen).
Den 26 maj 2020 meddelade Östersunds kommun att man köper Grytans skjutfält samt lägerområde från det privata företaget Grytan Invest AB. Bakgrunden till att kommunen köpte lägret, är en del av den etableringen av ett eller två nya regementen i Sverige, där Östersund är en av fyra orter som konkurrerar om en militär återetablering. Affären omfattade 40 hektar mark och 27 byggnader, varav ett hotell till ett värde av 14,5 miljoner kronor. Tilläggas kan göras att Fortifikationsverket sålde lägerområdet för 2,5 miljoner kronor. Den 7 juli 2020 meddelade regeringen att man begärde in kompletterande budgetunderlag för 2021 från Försvarsmakten. I uppdraget skulle Försvarsmakten justera budgetunderlaget för 2021, där bland annat genom  militärstrategiska motiv som regeringen vill återetablera ett regemente till Östersund. Den 17 mars godkände Östersunds kommunstyrelse en försäljning av militäranläggningen till Fortifikationsverket med en köpesumma på 15 miljoner kronor och ett tillträdde till lägret den 1 september 2021. Fortifikationsverket tillträdde som ägare av Grytans lägerområde i april 2023.
I samband med att Försvarsmakten återetablerade Jämtlands fältjägarkår som ett utbildningsdetachement i Östersund, kom även Grytans skjutfält bli aktuellt igen att använda. Grytans skjutfält saknar dock ett miljötillstånd och Försvarsmakten har initierat processen att tillståndspröva fältet. I maj 2024 var ansökan fortfarande inte godkänd.  Den 1 januari 2025 tog Försvarsmakten officiellt över som hyresgäster.

## Verksamhet
Från att i det närmaste ha varit en "artilleriskjutbana" utvecklades skjutfältet till ett för samtliga förband i Östersunds garnison användbart övnings- och skjutfält. Skjutfältet omfattar 8 912 hektar och sista åren uppfördes bland annat en rälsmålsbana avsett för stridsfordon 90-kompanierna vid Jämtlands fältjägarregemente. I motsats till flertalet andra skjutfält i södra landsdelarna var Grytan aldrig ifrågasatt från ortsbefolkningens sida. Den relativa närheten till Östersund (15 km) gjorde vidare att kostnadseffektiv och ändamålsenlig övningsverksamhet kunde bedrivas av förbanden inom Östersunds garnison. Totalt disponerade Jämtlands fältjägarregemente över 12 000 hektar övnings- och skjutfält, som utöver Grytan var Dagsådalens skjutfält inklusive närövningsfält 1 863 hektar och Torråsen 943 hektar. Dagsådalen och delar av Torråsen disponeras fortsättningsvis av Fältjägargruppen för utbildningen av Hemvärnet i Jämtlands län. I samband med att Grytan skjutfältet åter är aktuellt har en förnyelse av miljötillståndet.

### Grytans läger
Grytans läger är ett förläggningsområde i västra delen av skjutfältet som består av ett 30-tal byggnader och med 400 bäddar fördelat cirka 40 hektar mark. År 1895 uppfördes de första förläggningsbyggnaderna på det som skulle bli Grytans lägerområde. År 1909 uppfördes den första vinterbonade byggnaden, vilken var den så kallade stabsbyggnaden som inrymde expeditionslokal samt åtta bostadsrum. Även en mässbyggnad uppfördes samma år till underofficerarna. År 1926 uppfördes en enkel mäss för underofficerare, matinrättning och marketenteri för manskapet. År 1942 uppfördes två förläggningsbyggnader för 225 man samt år 1944 en modern matinrättning. På 1950-talet tillfördes lägret befälsbyggnad, lektionsbarack och varmgarage samt värmestuga, förrådslokal och expedition för skjutfältets underofficer. År 1972 anslöts lägret till det kommunala vatten och avloppssystemet. År 1990 uppfördes ett befälshotell på lägret, vilket kom att kallas för "Kardusen". Hotellet uppfördes med 24 rum med plats för 48 man, bastu och sällskapsrum. År 1991 byggdes marketenteriet om till en mäss och kom att kallas för "Tjädern".
Lägerområdet kom istället att verka som ett asylboende från 2012 fram till 28 februari 2018. Asylboendet uppmärksammades i media den 31 december 2014 när ett 40-tal flyktingar vägrade att lämna bussen de kommit i. Två kasernerna som tidigare fanns inom lägerområdet revs för att i ställe lämna plats åt en helt ny kasern i två våningar med plats för 128 soldater. Matsalen är uppfräschad med 100 sittplatser. Befälshotellet, eller Kardusen som det kallas, har renoverats och har cirka 40 sängar.

## Galleri

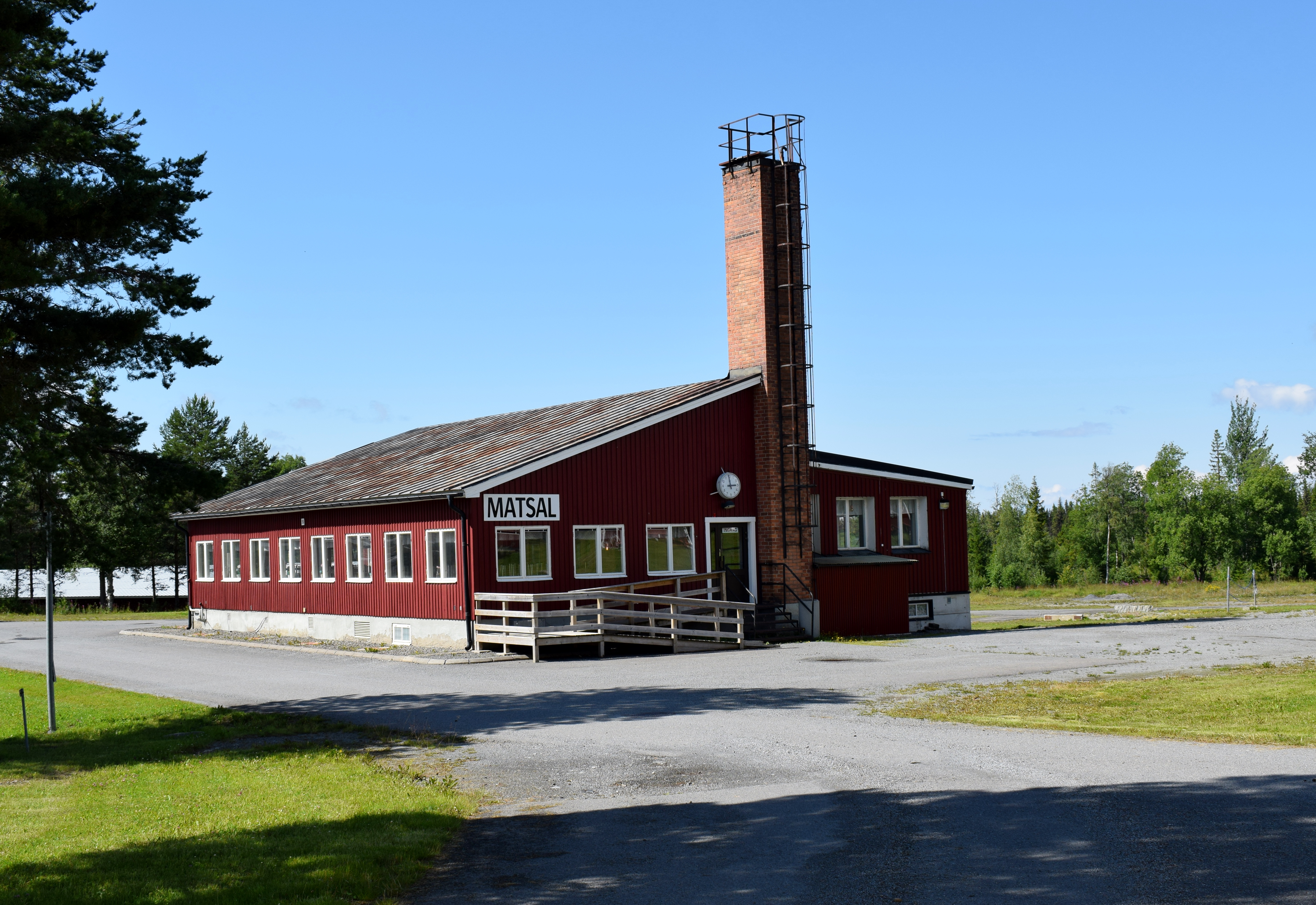
Matsalen
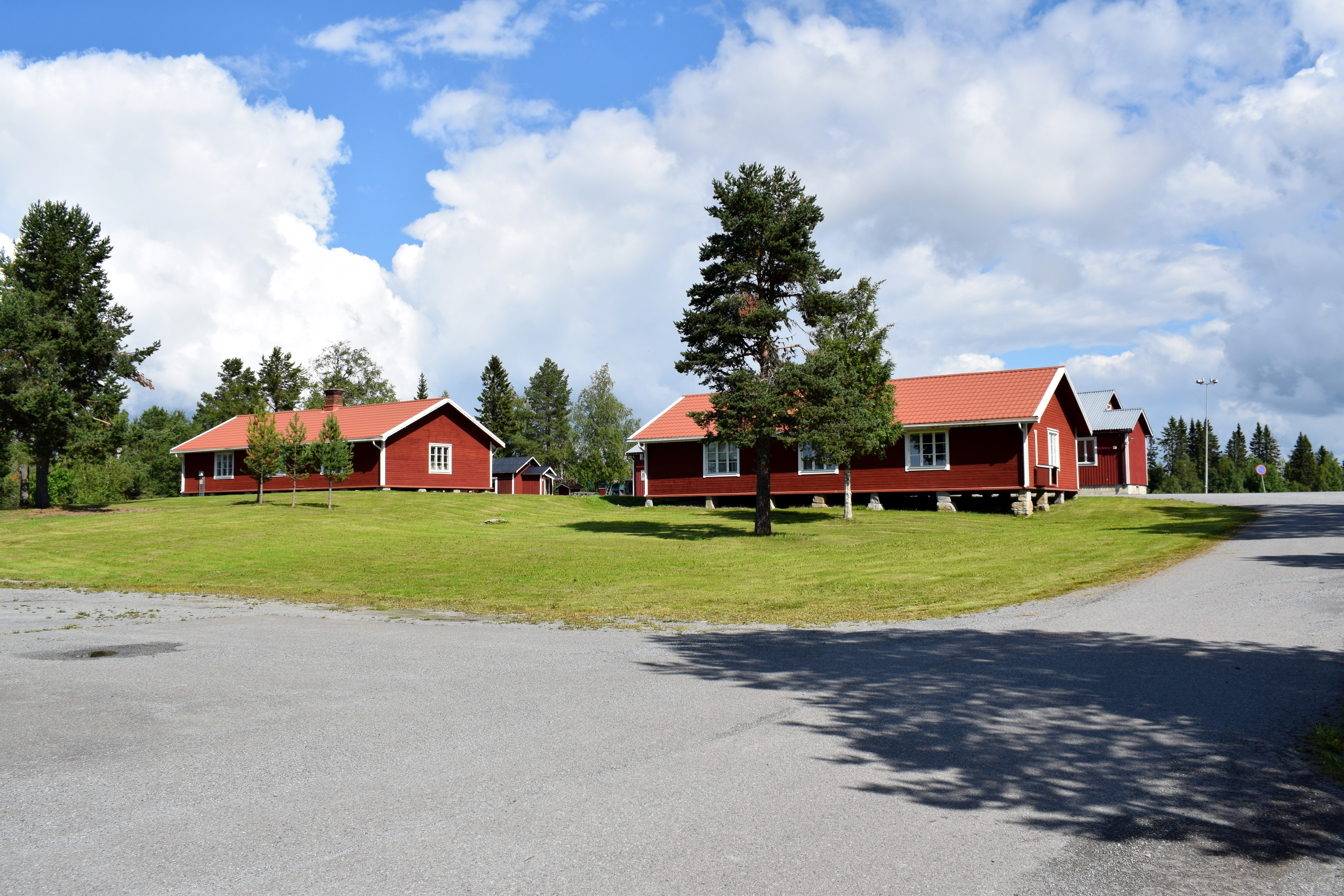
Manskapsbaracker
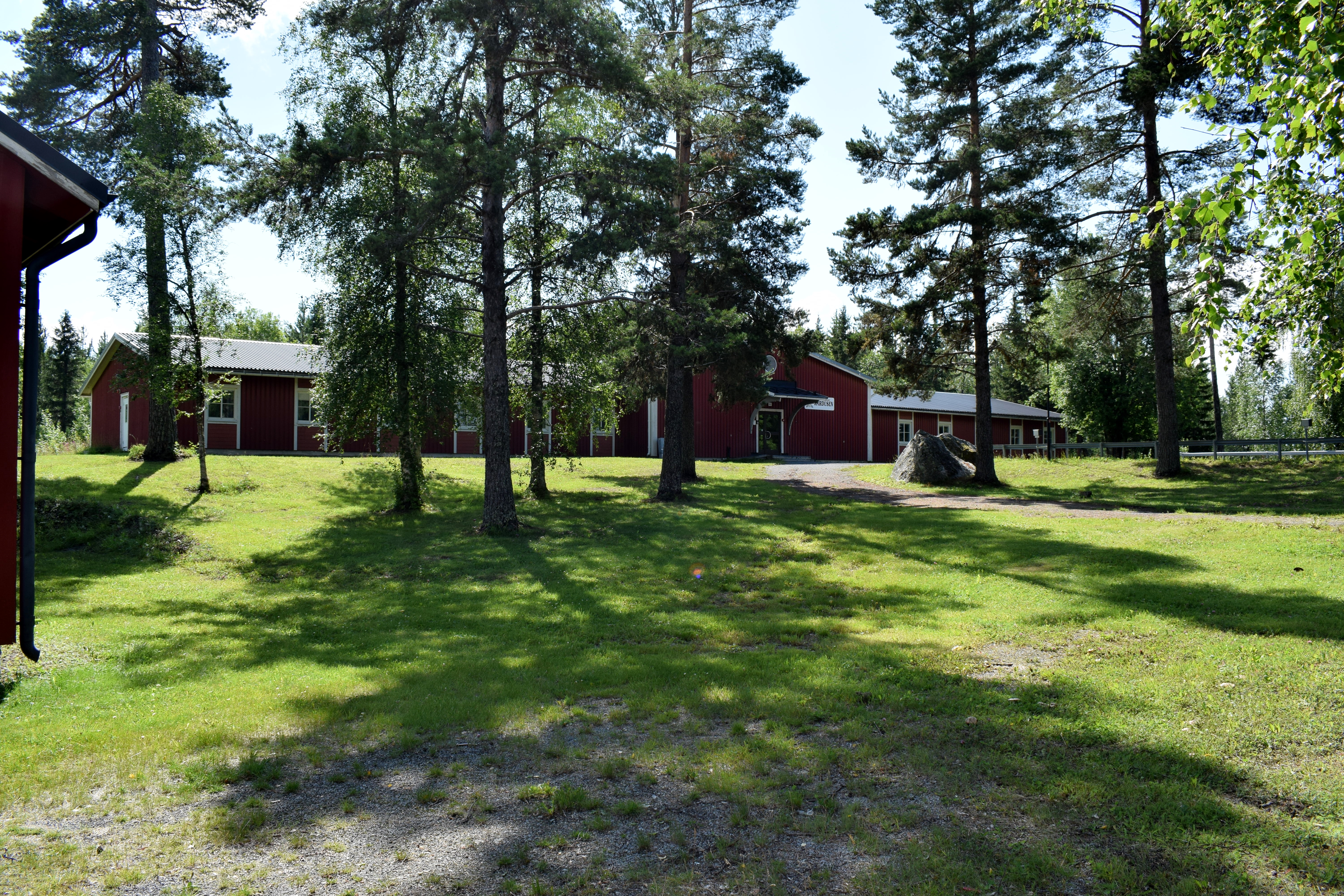
Befälshotellet "Kardusen"
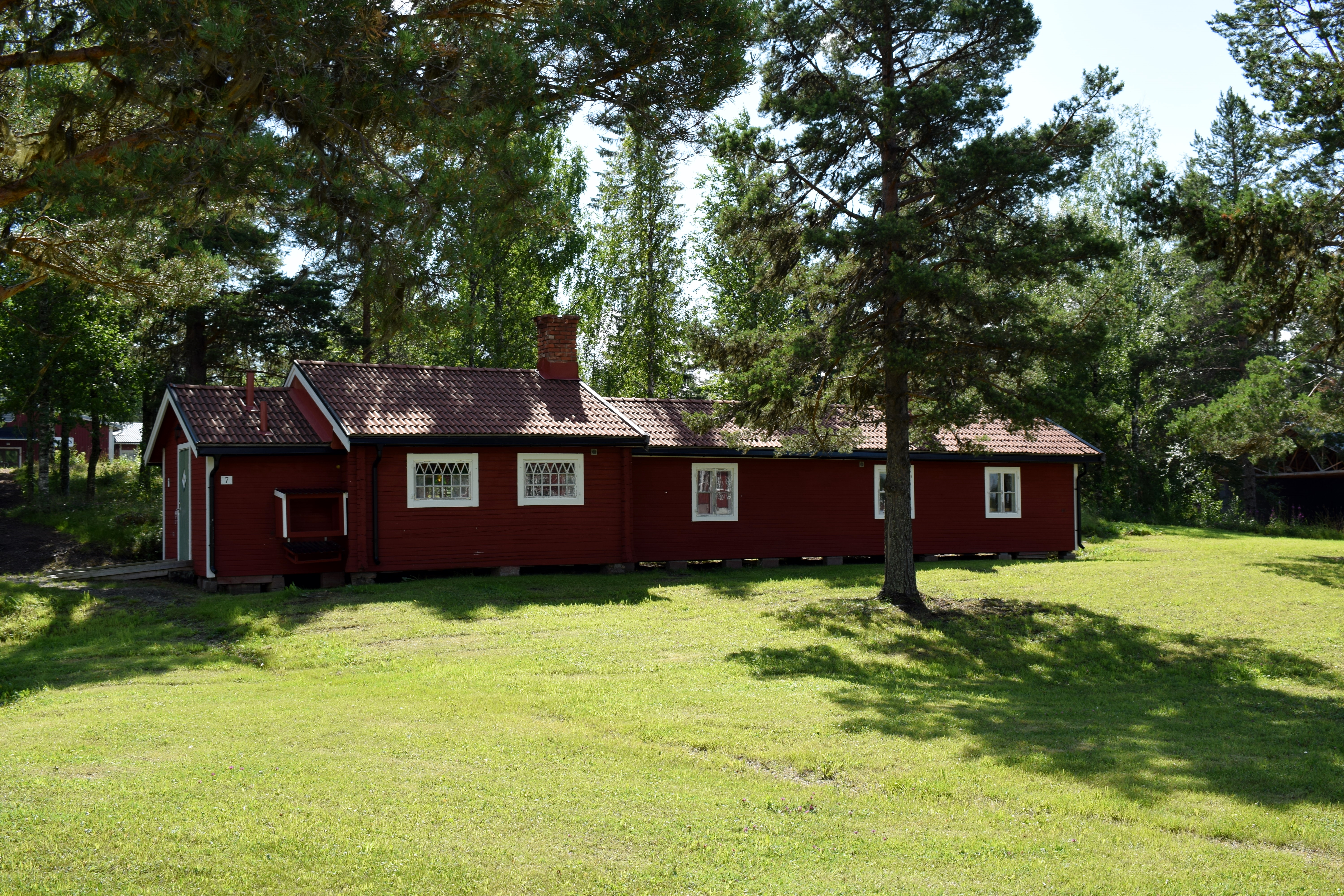
Före detta underofficersmäss